# Dead by April
Dead by April — музыкальная метал-группа из города Гётеборг (Швеция), основанная в феврале 2007 года гитаристом Понтусом Хьелмом и вокалистом Джимми Стримеллом, и исполняющая музыку в стиле модерн-метал, электроникор и альтернативный метал. В текущем составе группы находятся Понтус Хьельм (гитары/клавишные/программирование/чистый вокал), Кристофер Кристенсен (экстрим-вокал), Маркус Весслен (бас-гитара/бэк-гроулинг) и Маркус Роселл (ударные, до мая 2024). Несмотря на множество изменений в составе на протяжении всей своей карьеры Маркус Весслен и Понтус Хьельм остались постоянными участниками со времён выпуска дебютного альбома (не считая кратковременного ухода Хьельма в 2010 году). С момента основания группа записала четыре студийных альбома: Dead by April (2009), Incomparable (2011), Let The World Know (2014) и Worlds Collide (2017).

## Название
«Dead by April» имеет несколько вариантов перевода с английского, самый правильный — «Мёртвый к Апрелю», иногда ошибочно переводится как «Убитые Апрелем». По сути, в названии группы отражается смесь музыкальных жанров, в которых исполняются песни. Как сказал бывший вокалист группы Джимми Стримелл в одном из интервью: «Dead, то есть мёртвый, отражает жёсткую составляющую наших песен, в то время как April, апрель, — это что-то мягкое, милое и мелодичное».

## История

### Начало (2007—2008)
Образование группы относится к началу 2007 года. Джимми Стримелл, на тот момент вокалист гётеборгской метал-группы Nightrage, писал песни, которые не находили отражения в творчестве группы. Однажды он услышал несколько работ Понтуса Хьельма и увидел перспективу совместной работы. Прибегнув к помощи барабанщика Александра Свеннингсона и басиста Хенрика Карлссона, своих бывших коллег по Nightrage, Стримеллом и Хьельмом был сформирован состав новой группы. Первые плоды совместного творчества, Lost и Stronger, появились на MySpace группы и за пару недель собрали сотни ежедневных прослушиваний. Джимми захотел играть вживую, но Понтус отказался, сказав, что страдает от боязни сцены. Но интерес к группе рос с каждым днём, и с таким же темпом рос интерес увидеть их в живую. Однако после репетиций и при поддержке друзей группа наконец была готова к первым выступлениям. Не оставалось никакого сомнения, что проект стал полноценной группой. Группой с большим потенциалом.
Упорная работа над поддержанием контакта с фанатами привела к желаемым результатам. Молва о новой и перспективной группе разошлась по интернету и через пару месяцев у Dead by April уже появились фан-сайты в Азии и Японии. Ребята взлетели на первые места чарта неофициальных групп MySpace.
Помимо фанатов, со временем к группе стали проявлять интерес издатели, агентства по продаже билетов, менеджеры и студии записи. Но ребята не спешили соглашаться, они решили делать то, что сами считают нужным, а не что им советовали другие люди. Они вежливо отвечали всем «Спасибо, не надо» и продолжали двигаться в том направлении, в котором сами хотели.
Dead by April разогревали такие группы, как Ill Niño и Sonic Syndicate, и участвовали во многих фестивалях летом 2008 года. Кульминацией стал Hultsfred, самый большой фестиваль в Швеции. Уже во время саундчека все зрители были на своих местах, а когда началось шоу, был зафиксирован рекорд посещаемости на данной сцене. В то же время Dead by April закончили переговоры со студиями записи, которые проявляли к ним серьёзный интерес, и наконец подписали контракт с Universal Music.
Осенью 2008 года ребята писали все больше песен и участвовали в гастролях по Скандинавии вместе с метал-журналом Close Up и группами Dark Tranquillity и Engel. Одновременно обсуждалась идея записи дебютного альбома. После встречи с некоторыми из продюсеров, выбор ребята остановили на Генрике Эденхеде. Его резюме не могло похвастаться большим количеством металл-групп, но группа опять руководствовалась своим внутренним чувством. Таким образом, в декабре 2008 года они начали работу над записью ударных для альбома на Kingside Studios в Стокгольме.
После Рождественских каникул, группа опять принялась за работу, на этот раз в Cosmos Studios, на юге Стокгольма, изредка делая короткие перерывы. В один из них они поехали на шоу Bandit Radio Awards, на котором они сыграли две песни — Trapped и Losing You — и за которые получили премию «новичок года». Помимо этого, они были номинированы на приз MySpace, а также получили награду «новая группа года» на Swedish Metal Awards (премия шведского метала). И все это было достигнуто ещё до выхода альбома, за счёт живых выступлений и активной работы на MySpace.

### Дебютный альбом и перемены в составе (2009—2010)

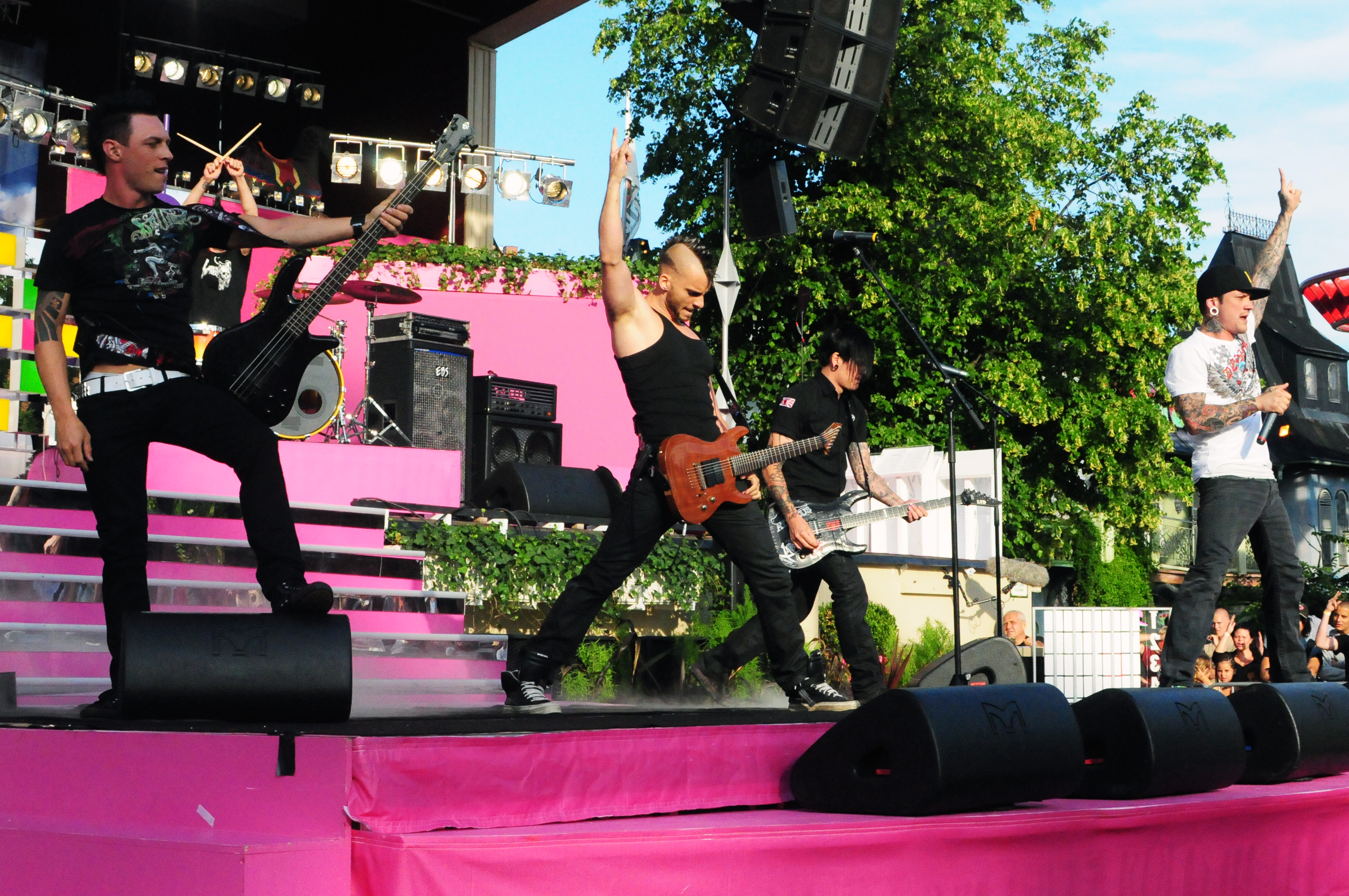
Dead by April в 2009 году

Первый сингл Dead by April с названием «Losing You» был выпущен 6 марта 2009 года и размещён на их MySpace странице. 13 мая 2009 года группа выпустила дебютный альбом с одноимённым названием. Он содержит 13 песен, 11 из которых являются переизданием демо-песен, написанных группой ранее, а другие две представляют собой новые композиции — What Can I Say и Sorry for Everything.
В том же году группа сняла два клипа — Losing You и Angels of Clarity и выпустила три сингла — «Losing You», «Angels of Clarity» и «What Can I Say». Второй сингл также включал акустические версии песен Losing You и Promise Me.
Со временем в живых выступлениях Dead by April наметились перемены. Сначала весь вокал держался на Джимми, ему удавалось совмещать скрим и партии чистого вокала. Но затем Понтус стал замещать Джимми в чистом вокале — сначала подпевал на акустических песнях, затем стал исполнять основную часть партий, а Джимми в основном сконцентрировался на экстрим-вокале, иногда разделяя чистые партии с Понтусом, что и закрепилось на концертах.
Так прошла вторая половина 2009 и первая половина 2010 года — ребята давали множество концертов, преимущественно в Швеции, но иногда вырывались в другие страны, такие как Великобритания и Германия. Внезапно, 23 апреля 2010 года было объявлено на официальной странице MySpace группы, что Понтус покинул Dead by April, потому что хотел сосредоточиться на своей работе в качестве автора песен. Заменой для него в качестве вокалиста стал Сандро Сантьяго.
17 мая 2010 года группа выпустила четвёртый сингл под названием «Love Like Blood / Promise Me». Песня Love Like Blood явилась первым официальным кавером Dead by April, а также первой песней, записанной с новым вокалистом Сандро.
22 октября 2010 года было объявлено, что гитарист Йохан Олссон покинул группу, ссылаясь на личные противоречия и желание работать самостоятельно. После его ухода группа стала искать нового гитариста через Facebook. В результате сессионным гитаристом стал Джоель Нильссон. Он принял участие лишь в туре по Великобритании в ноябре 2010 года, а затем, к удивлению фанатов, Dead by April объявили, что на предстоящих концертах в России 11-12 декабря 2010 года в качестве сессионного участника на гитаре будет играть Понтус Хьельм.

### Incomparableи Melodifestivalen (2010—2012)
Несмотря на смены участников, в течение 2010 года продолжалась работа над новым альбомом. Ещё в августе 2010 был выпущен тизер к песне Within My Heart, полная версия которой стала доступна только с выходом сингла «Within My Heart». Dead by April обещали, что альбом будет более жёстким и динамичным, и будет содержать 16 песен, включая некоторые из тех, которые так и не были выпущены (такие песни, как Unhateable и Lost).
Группе удалось поучаствовать в записи саундтрека к компьютерной игре Need for Speed: Hot Pursuit. Вместе со шведским рэпером Lazee, они записали песню Stronger (которая не имеет ничего общего с одноимённой песней из дебютного альбома). Позже было анонсировано, что 25 января 2011 года выйдет компиляционный альбом с таким же названием. Альбом включал 10 композиций: немного изменённые версии старых песен, перезаписанная акустика в исполнении Сандро, а также новая песня More Than Yesterday.
21 сентября 2011 года вышел второй полноформатный альбом Dead by April, названный Incomparable.
В феврале-марте 2012 года в Швеции состоялся турнир музыкальных групп Melodifestivalen, который определяет представителя Швеции на Евровидении-2012 в Баку. Группа Dead by April с песней «Mystery» вышла в финал национального конкурса, где заняла седьмое место.
Впоследствии Dead by April объявили, что Понтус официально вернулся в состав группы, и что они вместе работают над новым альбомом, а также готовятся к съёмкам Live DVD.
Ими также была перезаписана старая демо-песня Found Myself In You, которая стала доступна участникам проекта PledgeMusic, с помощью которого группа собирает средства на запись Live DVD.

### Let the World Know, смены вокалистов (2013—2014)
18 марта 2013 года на официальном сайте группы появилась информация, о том что Джимми Стримелл ушёл из группы. Позже Джимми сообщил, что из-за серьёзных ссор с некоторыми участниками группы он больше никогда не вернётся в Dead by April.
Заменой ему стал Кристоффер «Stoffe» Андерсон, бывший концертный вокалист группы Sonic Syndicate.
В мае вышел EP, после чего группа отправилась в большой тур.
4 июня прошёл концерт группы в Москве.
Вместе с Кристоффером группа записала свой третий студийный альбом Let The World Know, который вышел 12 февраля 2014 года.
После выпуска альбома Алекс Свеннингсон покидает группу. Место барабанщика занял Маркус Розелл.
23 марта 2014 года группа провела концерт в Минске, 16 апреля — в Санкт-Петербурге и 18 апреля — в Москве.
3 ноября 2014 года группа объявила о том, что Сандро Сантьяго покидает группу, так как решил заняться сольным творчеством. В связи с этим группой было объявлено о желании выступать вчетвером вместе с Понтусом, который вернулся на место вокалиста.

### Worlds Collideи возвращение Джимми Стримелла (2015—2018)
25, 26 и 28 февраля 2015 года Dead by April вместе с dEMOTIONAL посетили Самару, Волгоград и Москву, соответственно. Запланированные 27 февраля и 1 марта концерты в Санкт-Петербурге и Ростове-на-Дону были отменены, однако 2 марта группа всё-таки отыграла концерт в Петербурге.
К середине года группа начинает работать над новым альбомом. В 2016 году она запускает собственное мобильное приложение, через которое также выпускает несколько тизеров с нового лонгплэя. В июне пользователями приложения была слита в сеть почти полная демо-версия песни «Breaking Point». Сама песня официально вышла лишь 2 декабря 2016 года первым синглом новой пластинки. Далее последовал выпуск ещё двух синглов «My Heart Is Crushable» и «Warrior» вместе с клипом. Выход четвёртого студийного альбома под названием Worlds Collide состоялся 7 апреля 2017 года.
19 апреля Кристоффер Андерсон сделал шокирующее для фанатов и участников группы заявление об уходе из группы.. Через 3 дня, 23 апреля, на своём сайте группа анонсировала возможное возвращение Джимми Стримелла как сессионного экстрим-вокалиста для выступлений, что 2 мая официально и подтвердила. В конце мая группа вместе с Джимми начинает тур в поддержку нового альбома.
1 сентября Dead by April выпускают мини-альбом Worlds Collide (Jimmie Strimell Sessions) с несколькими перезаписанными с экстрим-вокалом Джимми песнями с Worlds Collide. 5 сентября стартует европейский Worlds Collide Tour. 15 сентября выходит долгожданный кавер на песню Linkin Park «Numb», записанный ещё летом и посвящённый покончившему с собой Честеру Беннингтону. 20 октября выходит акустический мини-альбом Worlds Collide (Acoustic Sessions).

### Новый материал и новая смена вокалистов (2019—настоящее время)
11 января 2019 года группа запускает веб-платформу для фанатов, где делится большим количеством эксклюзивного контента. В апреле Понтус Хьельм даёт интервью одному из финских изданий, где сообщает о том, что новый альбом уже записан и они ожидают решение лейбла, касательно даты его выпуска. Также он сообщил, что у группы большие планы, а именно — посетить те уголки планеты, где они ещё не были.
Продолжая развивать платформу, группа перезаписывает старые песни с вокалом Понтуса Хьельма и Джимми Стримелла. Были перезаписаны «As A Butterfly», «Hold On», «Beautiful Nightmare» и «Empathy», первоначально выпущенные в альбоме «Let the World Know». Также группа планирует вновь перезаписать внеальбомную песню «Found Myself In You».
6 марта 2020 года Понтус Хьельм опубликовал заявление об уходе Джимми Стримелла во второй раз через Facebook и веб-сайт, объяснив это, что ребята договорились принять его обратно в группу, дав условие, что он не будет больше употреблять наркотики и алкоголь в туре и на концертах, но Джимми вернулся к злоупотреблению наркотиков и алкоголя, что побудило группе принять трудное решение.
Вскоре после этого Понтус опубликовал заявление, в котором, что экстрим-вокалист группы dEMOTIONAL Кристофер Кристенсен заменит Джимми Стримелла в их текущем туре, объяснив свою позицию в группе «пробным заездом» перед концертом в России, который должен состояться 15 и 16 мая в Санкт-Петербурге и Москве, но из-за пандемии COVID-19, концерты перенесены на ноябрь 2020 года с добавлением новых городов: Новосибирск, Екатеринбург и Самара.
10 апреля 2020 вышел новый сингл «Memory», экстрим-вокал для которого был перезаписан с Кристенсеном.
20 ноября 2020 года вышел второй сингл «Bulletproof» с Кристофером Кристенсеном на вокале .
13 марта 2021 года состоялась премьера нового сингла «Heartbeat Failing» с вокалом Понтуса Хьельма и Кристофера Кристенсена. 19 ноября 2022 года вышла версия песни с аранжировкой под пианино. В течение 2021 года также вышли синглы «Collapsing» (на который также вышла оркестровая версия) и «Anything at All» (на который вышли две версии: EDM и оркестровая).
22 апреля 2022 года вышел сингл «Better than You».
7 октября 2022 года состоялась премьера сингла «Me».
18 февраля 2023 года вышел сингл «Wasteland» совместно с электроник-метал-группой The Day We Left Earth.
7 апреля 2023 года выходит сингл «Dreamlike», в котором экстрим-вокалист Кристофер Кристенсен применил чистый вокал на припеве.
2024 год - совместный с австралиской группой The Amity Affliction тур "Dead By April - The Affliction Europe Tour 2024", участниками которого стали также группы  Our Mirage и All Faces Down.

## Музыкальный стиль
Dead by April часто называют «шведскими Backstreet Boys от метала», Музыка группы может быть охарактеризована как металкор и поп-метал. Dead by April также используют элементы симфо-рока, техно, ню-метала, мелодик-дэт-метала и эмо. Майкл Джексон также оказал влияние на группу. В плане вокала используется комбинация чистого и экстремального, оригинальный вокалист Джимми Стримелл использовал оба приёма, при поддержке Понтуса Хьельма и Сандро Сантьяго на чистом вокале, однако заменявший его Кристоффер Андерсон использовал только экстрим-вокал.

## Состав
Текущие участники
- Понтус Хьельм — гитара, клавишные, программирование (2007—2010, 2012—настоящее время; сессионно 2010—2012), чистый вокал (2009—2010, 2014—настоящее время)
- Маркус Весслен — бас-гитара (2007—настоящее время), бэк-гроулинг (live) (с 2016)
- Маркус Розелл — ударные (2014—настоящее время; сессионно 2011)
- Кристофер Кристенсен — экстрим-вокал, чистый вокал (2020—настоящее время)

Бывшие участники
- Йохан Эскилссон — гитара (2007)
- Хенрик Карлссон — бас-гитара (2007)
- Йохан Олссон — гитара, бэк-скриминг (live) (2007—2010)
- Александр Свеннингсон — ударные (2007—2014)
- Сандро Сантьяго — чистый вокал (2010—2014)
- Кристоффер «Stoffe» Андерсон — экстрим-вокал (2013—2017)
- Джимми Стримелл — экстрим-вокал, чистый вокал (2007—2013, 2017—2020)

Концертные/сессионные участники
- Джоель Нильссон — гитара (2010)
- Йонас Экдаль — ударные (2010—2011)
- Андрэ Гонсалез — гитара (2012—2013)
- Энтон Хогнерт — бас-гитара (2017—2018)

## Дискография

### Студийные альбомы
| Название           | Подробности                                                                                            | Позиции в чартах | Позиции в чартах | Позиции в чартах |
| Название           | Подробности                                                                                            | SWE              | FIN              | GER              |
| ------------------ | --- | ---------------- | ---------------- | ---------------- |
| Dead by April      | - Выпущен: 13 мая 2009 - Лейбл: Universal Music - Форматы: CD, digital download                        | 2                | —                | —                |
| Incomparable       | - Выпущен: 21 сентября 2011 - Лейбл: Universal Music, Spinefarm - Форматы: CD, Vinyl, digital download | 2                | —                | —                |
| Let the World Know | - Выпущен: 12 февраля 2014 - Лейбл: Universal Music - Форматы: CD, digital download                    | 5                | 36               | 99               |
| Worlds Collide     | - Выпущен: 7 апреля 2017 - Лейбл: Universal Music - Форматы: CD, Vinyl, digital download               | 8                | —                | —                |

### Другие релизы
| Название                                  | Подробности                                                                                 | Позиции в чартах (SWE) |
| ----------------------------------------- | ------------------------------------------------------------------------------------------- | ---------------------- |
| Stronger                                  | Сборник - Выпущен: 21 января 2011 - Лейбл: Universal music - Форматы: CD, digital download  | 1                      |
| Worlds Collide (Jimmie Strimell Sessions) | Мини-альбом - Выпущен: 1 сентября 2017 - Лейбл: Universal music - Форматы: digital download | —                      |
| Worlds Collide (Acoustic Sessions)        | Мини-альбом - Выпущен: 20 октября 2017 - Лейбл: Universal music - Форматы: digital download | —                      |

### Синглы
| Год  | Название                                       | Альбом                        |
| ---- | ---------------------------------------------- | ----------------------------- |
| 2007 | Falling Behind (Demo)                          | Радио сингл                   |
| 2009 | Losing You                                     | Dead by April                 |
| 2009 | What Can I Say                                 | Dead by April                 |
| 2009 | Angels of Clarity                              | Dead by April                 |
| 2010 | Love Like Blood                                | Stronger                      |
| 2011 | Within My Heart                                | Incomparable                  |
| 2011 | Calling                                        | Incomparable                  |
| 2011 | Lost                                           | Incomparable                  |
| 2012 | Mystery                                        | Incomparable: Mystery Version |
| 2013 | Freeze Frame                                   | Let The World Know            |
| 2013 | As a Butterfly                                 | Let The World Know            |
| 2016 | Breaking Point                                 | Worlds Collide                |
| 2017 | My Heart Is Crushable                          | Worlds Collide                |
| 2017 | Warrior                                        | Worlds Collide                |
| 2017 | Numb (кавер на Linkin Park)                    | внеальбомный релиз            |
| 2020 | Memory                                         | внеальбомный релиз            |
| 2020 | Bulletproof                                    | внеальбомный релиз            |
| 2020 | Let It Go (кавер на саундтрек Холодное сердце) | внеальбомный релиз            |
| 2021 | Heartbeat Failing                              | внеальбомный релиз            |
| 2021 | Collapsing                                     | внеальбомный релиз            |
| 2021 | Anything at All                                | внеальбомный релиз            |
| 2022 | Better Than You                                | внеальбомный релиз            |
| 2022 | Me                                             | внеальбомный релиз            |

### Видеоклипы
| Год  | Название              | Альбом             |
| ---- | --------------------- | ------------------ |
| 2009 | «Losing You»          | Dead by April      |
| 2009 | «Angels of Clarity»   | Dead by April      |
| 2010 | «Stronger»            | Dead by April      |
| 2011 | «Calling»             | Incomparable       |
| 2011 | «Lost»                | Incomparable       |
| 2012 | «Crossroads»          | Incomparable       |
| 2014 | «As A Butterfly»      | Let the World Know |
| 2014 | «Beautiful Nightmare» | Let the World Know |
| 2017 | «Warrior»             | Worlds Collide     |
| 2021 | «Heartbеаt Fаiling»   | внеальбомный релиз |
| 2021 | «Collapsing»          | внеальбомный релиз |
| 2021 | «Anything At All»     | внеальбомный релиз |
| 2022 | «Better Than you»     | внеальбомный релиз |
| 2023 | «Dreamlike»           | внеальбомный релиз |